# Funda Vanroy

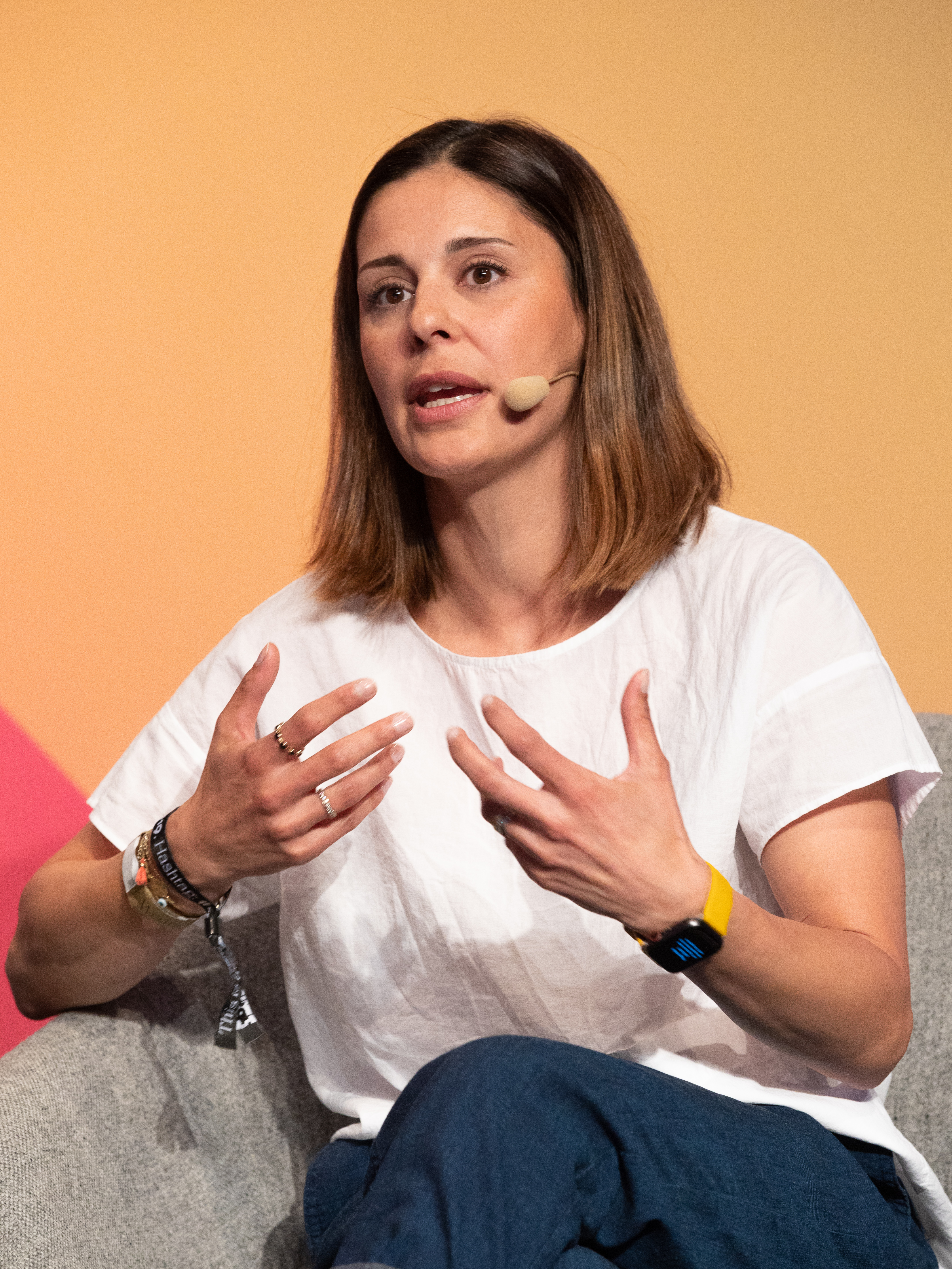
Funda Vanroy auf der re:publica 19 (2019)

Funda Vanroy (* 24. Januar 1977 in Gaildorf) ist eine deutsche Fernsehmoderatorin und Schauspielerin.

## Leben und Karriere
Vanroy hat türkische und aserbaidschanische Vorfahren. Die meiste Zeit ihres bisherigen Lebens verbrachte sie in München, wo sie auch seit kurz nach der Geburt aufwuchs. Nach der Mittleren Reife arbeitete sie bei der Deutschen Bank und später beim Süddeutschen Verlag.
Im Jahr 2002 machte sie beim Münchner Lokalsender CityInfo (heute münchen2) in der Sendung CityHeat!-TV erste Erfahrungen vor der Kamera und war bis 2004 als Reporterin für diese Sendung im Einsatz. Von 2005 bis 2007 arbeitete sie als Call-in-Moderatorin, ab 2005 hauptsächlich in der Sendung Night-Loft auf ProSieben und nebenbei auch für Call-in-Sendungen auf 9Live, später nur noch bei Night-Loft auf ProSieben.
2007 beendete sie diese Tätigkeit. Seit 2008 wurde sie als Reporterin bei der ProSieben-Sendung Galileo bekannt. 2011 moderierte Vanroy auf ProSieben die Reportagereihe Wild Wedding – JA ich will, aber schrill. Im November 2011 nahm sie bei Das perfekte Promi-Dinner teil. Im selben Monat stieg sie als Moderatorin in der Doku-Soap Wohnen nach Wunsch – Das Haus auf VOX ein und übernahm dort 6 von 10 Fällen.
Im Juni 2012 übernahm die bisherige Reporterin auch einen Posten als Moderatorin bei Galileo. Vanroy moderiert jeden Samstag die Galileo Wissensreise im Studio und ist außerdem als Nachfolgerin von Eva Mähl die Vertretung von Aiman Abdallah und Stefan Gödde. Anlässlich der auf ProSieben ausgestrahlten Aktion Tolerance Day stand sie im Februar 2013 gemeinsam mit Simon Gosejohann vor der Kamera und berichtete darüber, wie Deutsche über Ausländer und Einwanderer denken.
Seit September 2013 und somit seit dem Sendestart von ProSieben Maxx, bei dem sie ebenfalls live auf allen sechs ProSiebenSat.1 Media-Sendern vom roten Teppich berichtete, moderiert sie auf diesem Sender jede Woche donnerstags um 20:15 Uhr das Wissensmagazin Galileo 360°.
Parallel zu ihren ersten Auftritten im TV lernte Vanroy auch das Schauspielen. Neben ihrer Arbeit beim TV moderierte sie Events, so stand sie für die Nicolaidis-Stiftung, die sie auch selbst unterstützt, sowie für diverse Audi-Events, auf der CeBIT oder auch beim Marchon Crystal Sky Award 2011 auf der Bühne. Sie moderierte unter anderem auch den IDIZEM Dialog-Preis und war Überraschungsrednerin im Bayerischen Landtag beim Bayerischen Integrationspreis.
Neben ihrer Moderationstätigkeit war sie auch in kleineren Rollen in einigen ZDF-Fernsehserien zu sehen, wie zum Beispiel 2009 in Aktenzeichen XY … ungelöst oder 2010 in Ein Fall für zwei, Der Kriminalist und Der Landarzt. Vanroy ist bekennender Fan von Krimi-Hörbüchern.

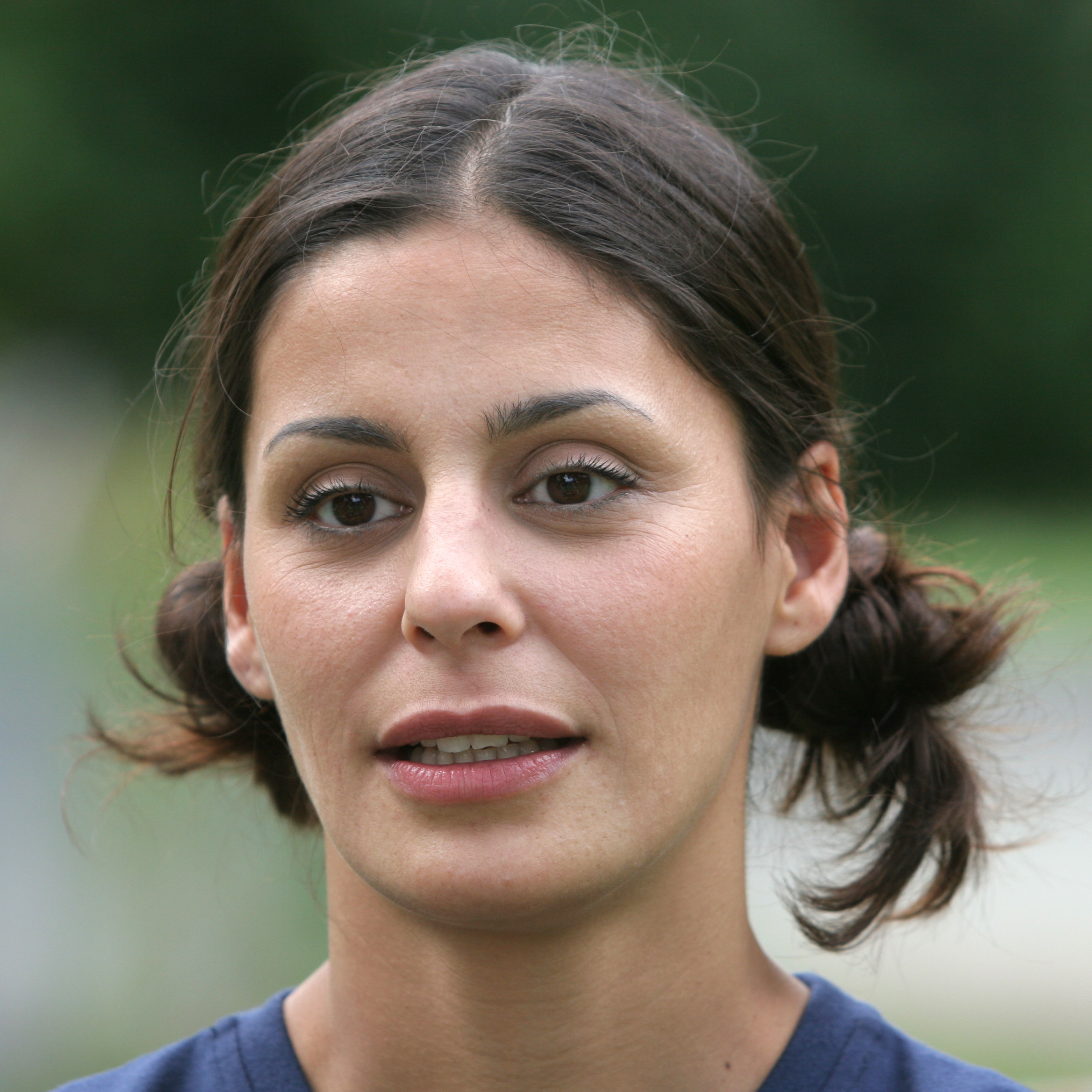
Funda Vanroy (2009)

Vanroy wohnt mit ihrem Mann Sanjiv Singh, dem ehemaligen Geschäftsführer von Lacoste und ehemaligen Mitglied der Geschäftsführung der Liebeskind Berlin GmbH, sowie ihrer Tochter auf einem Anwesen am See in Kirchdorf an der Amper.

## Fernsehtätigkeit
- 2002–2004: CityHeat!-TV (als Reporterin)
- 2005–2007: Night-Loft (als Moderatorin)
- 2005: diverse Call-in-Sendungen bei 9Live (als Moderatorin)
- seit 2008: Galileo (als Reporterin und Studiomoderatorin)
- 2009: Solitary (als Teilnehmerin)
- 2011: Wild Wedding – JA ich will, aber schrill (als Moderatorin)
- 2011: Das perfekte Promi-Dinner (als Teilnehmerin)
- 2011–2012: Wohnen nach Wunsch – Das Haus (als Moderatorin)
- 2012: Destination Kanada auf Sport1 (als Moderatorin)
- seit 2012: Galileo Wissensreise (als Studiomoderatorin)
- 2013: Tolerance Day (als Moderatorin)
- 2013: Sendestart von ProSieben Maxx (als Moderatorin)
- seit 2013: Galileo 360° (als Studiomoderatorin)
- 2013–2014: TV Total Stock Car Crash Challenge
- 2014: Wok-WM
- 2019–2021: Joko & Klaas gegen ProSieben (diverse Gastauftritte)

## Filmografie
- 2004–2008: diverse Werbeaufzeichnungen und Kurzfilme für dffb und Berlin 36
- 2009: Aktenzeichen XY … ungelöst – Falscher Fünfziger – Die Methoden der Geldfälscher (als Susanne)[9]
- 2010: Ein Fall für zwei – Täter und Opfer (als Frau Siebert)
- 2010: Der Kriminalist – Der Schatten (als Joggerin)
- 2010: Der Landarzt – Dicke Luft (als Frau Ocker)
- 2016: Jack the Ripper – Eine Frau jagt einen Mörder (als Prostituierte Mary Jane Kelly)
- 2016: Der Alte – Folge 402: Die Angst danach